# John Bonham
Pour les articles homonymes, voir Bonham.
John Henry Bonham, dit Bonzo, né le 31 mai 1948 à Redditch, dans le Worcestershire, en Angleterre, et mort le 25 septembre 1980 à Clewer, dans le Berkshire, est un des batteurs les plus renommés de l'histoire du rock par sa technique, sa puissance, son sens du groove et son influence. Il est, de la formation du groupe en 1968 à sa mort à 32 ans en 1980, le batteur de Led Zeppelin.
Bonham est présenté par l’Encyclopædia Britannica comme le « modèle parfait pour tous les batteurs de hard rock qui l'ont suivi ». En septembre 2008, il arrive en tête d'un sondage avec 26 % des votes recueillis auprès de fans de rock dont la question était « Quelle rock star décédée voudriez-vous ramener à la vie pour un concert ? ».
En 2011, il est désigné meilleur batteur de tous les temps par les lecteurs du magazine Rolling Stone.

## Biographie

### Débuts
John Bonham, né en Angleterre à Redditch dans le Worcestershire, commence très jeune à frapper sur des pots et des casseroles avec des bâtons artisanaux en copiant le style de ses idoles, Gene Krupa et Buddy Rich. À 10 ans, sa mère lui offre un tambour, qu'il ne lâchera plus jamais, et, à 15 ans, il reçoit sa première batterie, de marque Premier, cadeau de son père dont il prit toujours soin,.
Après avoir quitté l'école publique Wiltan House, il travaille pour son père, Jack Bonham, dans la construction, tout en participant comme batteur avec divers groupes locaux. En 1964, il monte son premier groupe de musique officiel, Terry Web and The Spiders, avec des amis lycéens. À l'époque, il n'a pas encore acquis le style qualifié d'agressif qu'on lui connaîtra plus tard. Il joue ensuite avec une série de groupes locaux tels que The Nicky James Movement, A Way of Life ou Steve Brett and The Mavericks. À 18 ans, il rencontre sa future épouse Pat Phillips à Kidderminster, réticente au mariage pendant un certain temps, craignant qu'il ne réussisse pas sa carrière de batteur.  « Bonzo » tente sans cesse de la rassurer à ce sujet. Il joue pour d'autres groupes de Birmingham comme The Blue Star Trio and The Senators qui publie un 45-tours au succès relativement modeste, She's a Mod. Bonham apprécie l'expérience et décide de se consacrer entièrement à la batterie. Deux ans plus tard, il rejoint A Way Of Life mais le groupe devient vite inactif. Afin de s'assurer un revenu plus régulier, John rejoint les Crawling King Snakes, un groupe de blues dont le chanteur est le jeune Robert Plant.
Durant cette période, Bonham passe pour l'un des plus bruyants batteurs de toute l'Angleterre : il crève souvent la peau de ses instruments, et les clubs lui demandent parfois d'arrêter de jouer au cours des concerts. Lors d'une session dans un studio de Birmingham, le propriétaire lui demande de quitter les lieux : il joue trop fort et il n'y a pas d'avenir pour un batteur aussi bruyant. Dix ans plus tard, Bonham lui enverra un disque d'or de Led Zeppelin avec la dédicace : « Merci pour le conseil sur la carrière ».
En 1967, A Way Of Life demande à Bonham de revenir dans le groupe, ce qu'il accepte tout en gardant le contact avec Plant. Quand ce dernier décide de former un nouveau groupe, le Band Of Joy, Bonham intègre naturellement la formation. Le groupe enregistre un certain nombre de maquettes mais aucun album. En 1968, le chanteur américain Tim Rose entame une tournée en Grande-Bretagne et invite le Band Of Joy à assurer la première partie de ses concerts, et quand Rose commence une nouvelle tournée quelques mois plus tard, Bonham est officiellement engagé en tant que batteur du groupe de ce dernier. D'autres chanteurs comme Joe Cocker et Chris Farlowe demanderont aussi à John Bonham de les rejoindre.

### Led Zeppelin
Après la rupture qui marque la fin des Yardbirds, Jimmy Page décide de former un nouveau groupe et cherche un chanteur. Son premier choix, Terry Reid a déjà signé avec Mickie Most pour une carrière solo mais propose à Jimmy de s'adresser à Robert Plant qui à son tour conseille d'engager Bonham à la batterie. Page reste toutefois indécis quant au batteur et sur sa liste figure notamment B.J. Wilson de Procol Harum, Clem Cattini et Aynsley Dunbar. C'est en voyant la prestation de Bonham pour Tim Rose, à Hampstead en juillet 1968 que Page et son manager Peter Grant sont convaincus d'avoir décroché le parfait batteur pour leur projet.
Pendant la première tournée de Led Zeppelin aux États-Unis en décembre 1968, Bonham se lie d'amitié avec Carmine Appice, le batteur de Vanilla Fudge. Appice lui présente les instruments fabriqués par Ludwig-Musser, une marque que Bonham adopte pour le reste de sa carrière. Bonham utilise les baguettes les plus longues et les plus lourdes disponibles et qu'il surnomme les « arbres ». Sa frappe puissante s'adapte bien au son complexe des chansons de Led Zeppelin. Par la suite, Bonham développe d'autres styles influencés par la musique latine et le funk, comme dans les morceaux Royal Orleans ou Fool in the Rain. L'ingénieur du son Tom Dowd se rappelle que Bonham était un batteur solide, mais dont le son venait pour beaucoup de l'utilisation des dynamiques. Certes, il joue fort, mais ce n'est pas un batteur « bruyant », ce qui aurait été péjoratif. Beaucoup pensent que son volume provient principalement de la grosse caisse Ludwig de 26 pouces. Bonham est, durant un temps, l'élève de Keith Moon, le batteur emblématique du groupe The Who. Ce serait ce même Keith Moon qui a inspiré le nom « Led Zeppelin » pour le groupe : il compare la brutalité du son de Bonham à l'écrasement d'un « zeppelin de plomb » (« lead zeppelin » en anglais). Une autre version affirme que Moon, ne croyant guère à l'avenir de Led Zeppelin, prédit que le groupe allait « couler comme un zeppelin en plomb ».
Son célèbre solo de batterie, surnommé Pat's Delight (par la suite Moby Dick), dure en concert souvent plus de 30 minutes et Bonham n'hésite pas à utiliser ses mains pour obtenir des sonorités différentes. Après 1969, Bonham augmente sa panoplie d'instruments : congas, timpani et un gong. Bonham est aussi l'un des premiers à utiliser le son de batterie issu d'un synthétiseur (lors d'un concert en 1977).
En 1974, Bonham apparaît dans le film Son of Dracula (produit par Ringo Starr) où il joue de la batterie dans un groupe. Il en assure également la bande-son du film en collaborant avec Keith Moon et Ringo. Bonham apparaît aussi dans le film The Song Remains the Same comme passionné de sports mécaniques. Il collectionne de vieilles voitures de sport et des motos dans sa ferme familiale The Old Hyde. Son activité musicale ne se restreint pas à Led Zeppelin, il joue pour Screaming Lord Sutch sur  l'album Lord Sutch and Heavy Friends ainsi que pour son ami Roy Wood sur l'album On the Road Again (1979). Il collabore avec Paul McCartney, alors membre des Wings pour le projet Back to the Egg. Il assure la rythmique sur Everbody Clap, de Lulu, une chanson écrite par Maurice Gibb et Billy Lawrie.
Certaines de ses parties de batterie sont devenues légendaires, comme le rythme  « lourd » de When The Levee Breaks, ou son Shuffle sur la chanson Fool in the Rain dans l'album In Through the Out Door.

### Mort

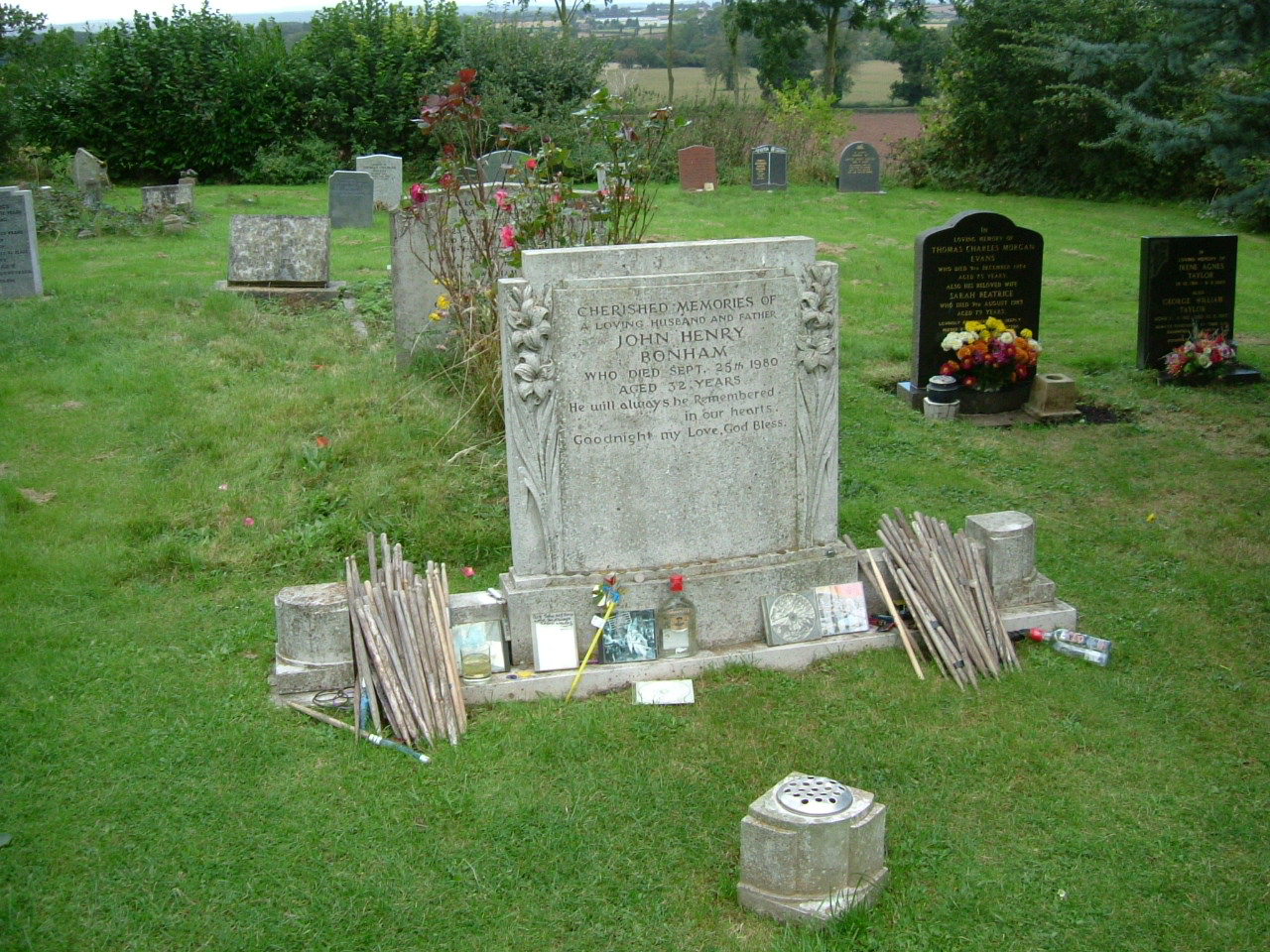
Tombe de John Bonham au cimetière de St. Michael de Rushock, dans le Worcestershire.

John Bonham, malgré une apparente robustesse, sombre peu à peu dans une dépression causée par l'éloignement de sa famille et les longues tournées aux quatre coins du monde avec Led Zeppelin. En plus d’une consommation d’alcool, il devient peu à peu consommateur compulsif d'antidépresseurs et de drogues diverses.
Sa carrière s'achève brutalement, à 32 ans, alors que le groupe donne sa dernière série de concerts lors d'une tournée européenne de 14 dates en juin-juillet 1980, et qu'il se prépare pour une série de 17 concerts aux États-Unis. Les répétitions commencent à la fin de l'été dans la maison de campagne de Jimmy Page à Bray (Berkshire). 
John Bonham se sent mal pendant ce qui sera sa dernière journée et dit à Robert Plant avant la répétition : « On change, je chante, tu joues de la batterie », ce qu'ils firent pour s'amuser. John sort pour une soirée bien arrosée, le 24 septembre 1980. Un peu assommé et plus ou moins dans son état normal, il appelle un taxi pour retourner au domicile de Jimmy Page, chez qui il loge pour l'occasion, et où se trouve ce soir-là un ami qui l'aide à se mettre au lit. Durant la nuit, il vomit alors qu'il est inconscient et s'étouffe. Le lendemain matin, Benji Lefevre, l'assistant de Robert Plant et John Paul Jones, le trouve sans vie dans son lit.
Il est inhumé au cimetière de l'église St. Michael's de Rushock, village situé dans le district de Wyre Forest, dans le comté du Worcestershire.
Bonzo laisse dans le deuil son épouse Pat, son fils Jason et sa fille Zoe, ainsi que les trois autres membres de Led Zeppelin qui, après avoir envisagé de le remplacer, décident de dissoudre le groupe en décembre 1980. À plusieurs reprises, le groupe se reforme temporairement pour quelques représentations occasionnelles : anniversaire d'Atlantic Records et  Live Aid, avec des batteurs différents, dont Phil Collins et Tony Thompson, et pour un concert unique à Londres le 10 décembre 2007 avec, comme batteur, Jason Bonham, le fils de John.

### Postérité

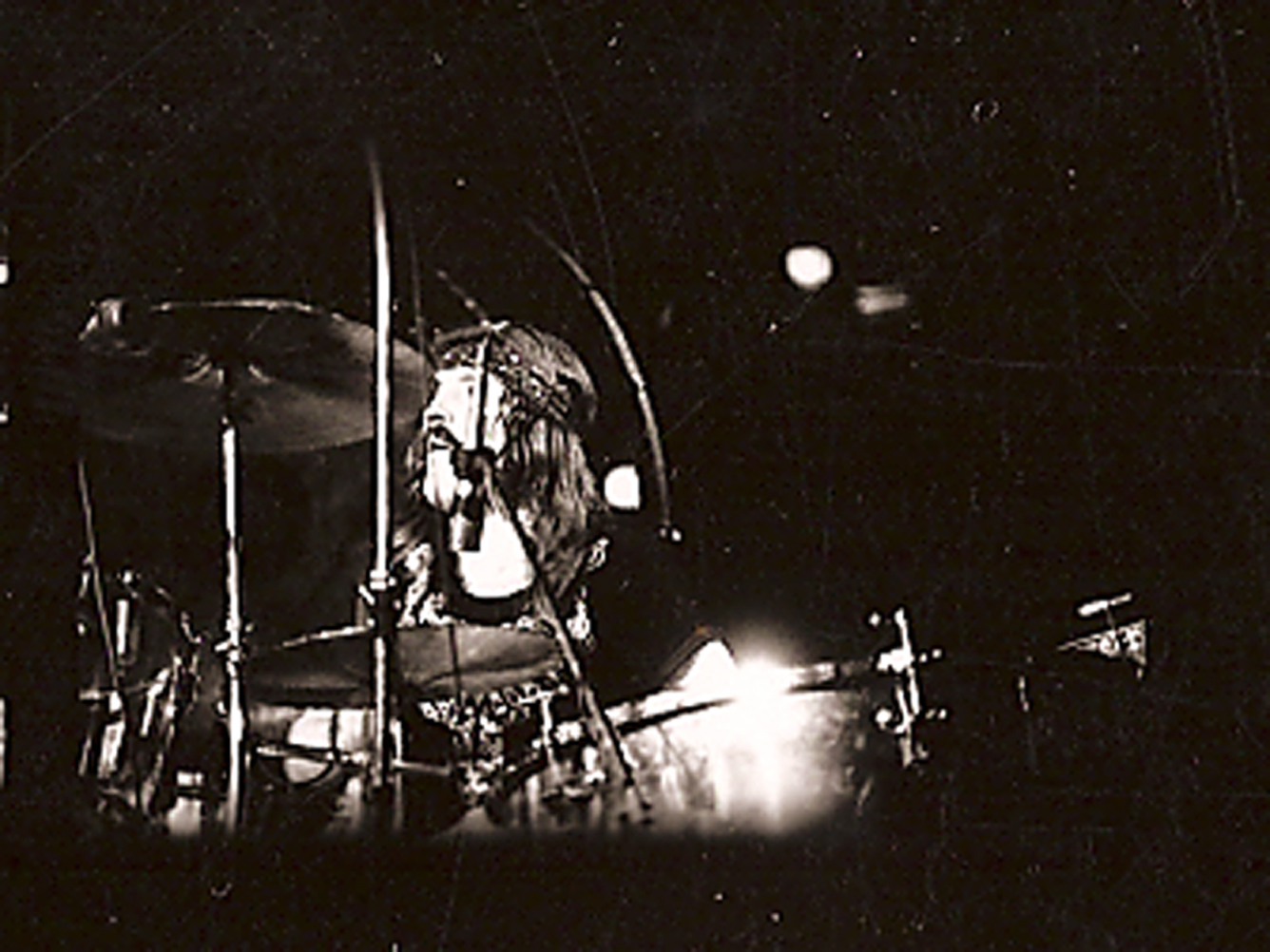
John Bonham sur scène avec Led Zeppelin en 1973.

De même que John Bonham est largement considéré comme un des plus grands et des plus influents batteurs de rock par les autres musiciens comme par différents commentateurs de l’industrie musicale, il continue aussi à être acclamé par les fans et se retrouve en tête de plusieurs classements, résultats de votes publics ou de listes établies par des magazines qui le placent devant tous les autres batteurs de l’histoire. En 2007, le magazine Stylus le classe à la première place de sa liste des « 50 plus grands batteurs de rock », tout comme le magazine en ligne Gigwise.com en 2008, tandis qu’un vote des lecteurs de Rolling Stone Magazine en 2011 le voit arriver  en haut de la liste « avec une avance significative ». Bonham est classé N°1 par Classic Rock dans sa liste des plus grands batteurs et Modern Drummer le décrit comme « le meilleur batteur de rock de l’histoire ». En septembre 2008, il est « Le musicien de rock que les fans voudraient revoir en vie » devant Elvis Presley et Freddie Mercury  dans un sondage de Blabbermouth.net. Le magazine Rythm y va aussi de son sondage sur les « 50 plus grands batteurs » qui place Bonham en première position en octobre 2008. À la fin de la série radiophonique I’m In a Rock’n’Roll Band sur BBC 2 en juin 2010, John Bonham est désigné comme le meilleur batteur de tous les temps.
John Bonham est décrit par Allmusic comme un des plus importants, des plus connus et des plus influents batteurs du rock. Adam Budofsky, directeur éditorial du magazine Modern Drummer, écrit « Si le roi du rock’n’roll était Elvis Presley, le roi de la batterie était sûrement John Bonham ».
Beaucoup de musiciens ont fait part de leur admiration pour Bonham, à commencer par Jimmy Page qui en racontant les débuts du groupe, remarque : « J’avais déjà joué avec une multitude de batteurs, mais il était au-delà de tout ce que j’aurais pu imaginer ».  Jimi Hendrix qui assiste à une des premières prestations de Led Zeppelin en 1969, note « Ce batteur a un pied droit comme des castagnettes ! ». Mais ce sont surtout les plus fameux batteurs qui témoignent de l’influence que Bonham a eue sur eux, parmi lesquels  Joey Kramer (Aerosmith) Lee Kerslake (Uriah Heep), Tony Thompson (Chic), Dave Grohl (Nirvana, Foo Fighters), Tommy Lee (Mötley Crüe), Phil Collins (Genesis, Brand X), Peter Criss (Kiss), Stewart Copeland (The Police), Chad Smith (Red Hot Chili Peppers), Dave Lombardo (Slayer) et Brad Wilk (Rage Against the Machine, Audioslave).
Roger Taylor, batteur de Queen :
« Le plus grand batteur de rock de tous les temps c’est John Bohnam, qui faisait avec son kit ce que personne n’aurait cru possible. Il avait aussi un son énorme et seulement une grosse caisse, si rapide avec son pied droit qu’il en faisait plus que ce que d’autres feraient avec trois grosses caisses, et si seulement ils arrivaient à s’en servir. Il avait la technique pour insuffler un groove puissant et fantastique dans le rock’n’roll. When the Levee Breaks est l'archétype du son de batterie lourd, personne n'a jamais fait mieux, c'est comme un rouleau compresseur, une grosse caisse énorme, simple mais bourré de feeling ».
Dave Grohl batteur et multi-instrumentiste des Foo Fighters, Nirvana et Them Crooked Vultures :
« John Bonham tapait sur sa batterie comme quelqu’un qui ne savait pas ce qui allait se passer ensuite, comme s'il titubait sur le bord d’une falaise, style funambule sur son fil de fer. Personne ne s’est jamais approché de ça depuis lors, et personne ne le fera jamais. Je pense qu’il restera pour toujours le meilleur batteur de tous les temps. Vous n'avez pas idée à quel point il m'a influencé. J'ai passé des années dans ma chambre (des putains d'années) à l'écouter jouer et à essayer d'imiter son swing, sa façon de frapper, sa rapidité, sa puissance… ».
Chad Smith des Red Hot Chili Peppers :
« Pour moi, aucun doute, Bonham était le meilleur. Son style, son son étaient tellement identifiables. Il aurait joué sur n’importe quel kit de batterie et aurait continué à sonner de la même façon ».
Charlie Watts des Rolling Stones :
« John Bonham est le meilleur pour être John Bohnam et pour faire ce qu’il sait faire. Ou ce qu’il faisait, car malheureusement, il est mort. Personne n’était meilleur que lui pour jouer comme cela, et dieu merci, il existe des disques pour que vous puissiez l’entendre ».
Eric Carr,  batteur de Kiss de 1980 à son décès en 1991 :
« Au moins 85 % des batteurs de rock d’aujourd’hui ont été influencés par Bonham et tous ont reconnu ses qualités. Je vous garantis que tous les groupes ont essayé de faire quelque chose qui avait à voir avec le son de Bonham, ce qui prouve que tous, de A à Z, l’ont écouté ».
John Paul Jones, son partenaire de la section rythmique de Led Zeppelin, explique qu’il était « le rêve de tout bassiste », et Jimmy Page ajoute : « Une des choses les plus fabuleuses à propos de John, et qui rendaient les choses si faciles pour un producteur, c’est qu’il savait vraiment comment accorder ses peaux et je vais vous dire, c’est chose rare chez les batteurs. Il savait vraiment comment faire chanter son instrument et grâce à ça, il pouvait en faire sortir un son énorme juste en se servant de ses poignets. C’était une technique étonnante et assez « holistique » si vous voyez ce que je veux dire ».
En 2021, il figure à la première place du classement des 100 meilleurs batteurs de tous les temps de la version francophone du magazine Rolling Stone

### Matériel
- LUDWIG  « Vistalite » (Orange Transp.) : kick 26x14, Floors 18x16 et 16x16, Tom 14x10, peaux REMO Ambassador ou Emperor Coated[6]

Concernant la puissance légendaire de sa frappe, il existe des controverses. En effet, les batteries Ludwig Vistalite étant en plexiglass (moins résistant que le multiplis de bois utilisé habituellement), certains batteurs pensent que si Bonham avait réellement frappé si fort, les fûts n'auraient pas résisté et se seraient fendus après seulement quelques morceaux. La plupart des batteurs, cependant, ne remettent pas en cause la technique de ce grand batteur, et c'est peut-être cette technique qui fait que  «le son» de sa batterie est tel qu'il est, sans avoir besoin de frapper avec une force herculéenne.
- Caisse-Claire LUDWIG  « LM402 » en 14x6,5 (Aluminium)
- Autres kits LUDWIG (Classic Maple finition Green Sparkle, ou Naturel), timbales de concert, petites percussions
- Cymbales : PAISTE

De 1969 à 1970 Paiste  « Giant Beat » series :
- 15"  Giant Beat Hi-Hats
- 18" Giant Beat Multi
- 20" Giant Beat Multi
- 24" Giant Beat Ride

De 1970 à 1980 Paiste « 2002 » series :
- 15" 2002 Sound Edge Hi-Hats
- 24" 2002 Ride
- 18" 2002 Medium Crash
- 20" 2002 Medium Crash
- 18" 2002 Medium Crash
- 38" Paiste Symphonic Gong